# Suore domenicane della Congregazione di Santa Caterina da Siena (King William's Town)
Le Suore Domenicane della Congregazione di Santa Caterina da Siena, dette di King William's Town (in inglese Dominican Sisters of the Congregation of St. Catherine of Siena of King William's Town), sono un istituto religioso femminile di diritto pontificio.

## Storia
Le origini della congregazione risalgono al 22 ottobre 1877, quando Maria Mauritia Tiefenböck, insieme con sei compagne provenienti dal convento bavarese delle terziarie regolari domenicane di Sant'Orsola ad Augusta, si stabilì nella cittadina sudafricana di King William's Town, dove erano state invitate dal vicario apostolico del Capo di Buona Speranza, James David Ricards.
Il 24 agosto 1878 la comunità fu approvata come istituto indipendente: le religiose si specializzarono nell'insegnamento e aprirono anche scuole per la formazione degli insegnanti e per l'istruzione dei ragazzi di razza mista.
Da un gruppo di suore dell'istituto al servizio delle truppe di Cecil Rhodes come infermiere ebbe origine la congregazione delle Missionarie del Sacro Cuore di Gesù; un altro gruppo di suore, inviato nel Natal nel 1899, diede inizio alla congregazione di Oakford.
L'istituto ricevette l'approvazione pontificia il 6 gennaio 1923 e le sue costituzioni vennero approvate definitivamente il 26 maggio 1938.

## Attività e diffusione
Le suore della congregazione si dedicano all'istruzione e all'educazione cristiana della gioventù e all'assistenza infermieristica ai malati.
Oltre che in Sudafrica, sono presenti in Europa (Germania, Irlanda, Paesi Bassi, Regno Unito, Svizzera) e in America del Sud (Bolivia, Ecuador); la sede generalizia è a Saxonwold, presso Johannesburg.
Alla fine del 2008 la congregazione contava 251 religiose in 34 case.